# ذهنیت قربانی
ذهنیت قربانی (انگلیسی: Victim mentality) یک ویژگی شخصیتی اکتسابی است که در آن فرد تمایل دارد خود را قربانی اعمال منفی دیگران بشناسد یا خود را قربانی اعمال منفی دیگران بداند و در مواجهه با شواهد خلاف چنین شرایطی طوری رفتار کند که گویی این چنین است. ذهنیت قربانی به فرآیندهای فکری روشن و اسناد بستگی دارد. در برخی موارد، افرادی که ذهنیت قربانی دارند در واقع قربانی تخلفات دیگران شده‌اند یا اینکه بدون تقصیر خودشان دچار مشکل شده‌اند. با این حال، چنین بدبختی لزوماً به این معنا نیست که فرد با ایجاد یک ذهنیت قربانی فراگیر و سراسری که در آن فرد اغلب یا دائماً خود را قربانی تصور می‌کند، پاسخ دهد.
این اصطلاح همچنین در اشاره به تمایل به مقصر دانستن مشکلات و بدبختی‌های خود به خاطر اعمال ناشایست دیگران به کار می‌رود که از آن به عنوان قربانی‌گری نیز یاد می‌شود.
ذهنیت قربانی عمدتاً از اعضای خانواده و موقعیت‌های دوران کودکی ایجاد می‌شود. به‌طور مشابه، مجرمان اغلب درگیر ذهنیت قربانی می‌شوند و کار خود را اخلاقی می‌دانند و تنها به عنوان واکنشی به دنیای غیراخلاقی درگیر جرم می‌شوند و علاوه بر این احساس می‌کنند که صاحبان قدرت به‌طور ناعادلانه‌ای آنها را برای آزار و شکنجه انتخاب می‌کنند.

## پایه‌ها
در حالت کلی، قربانی کسی است که در نتیجه رویداد یا مجموعه‌ای از رویدادها آسیب، ضرر یا بدبختی را تجربه می‌کند. البته این موارد منفی برای ظهور حس قربانی بودن کافی نیست. اگر افراد معتقد که:
- آنها آسیب دیدند.
- آنها عامل وقوع فعل زیان‌بار نبودند.
- آنها هیچ تعهدی برای جلوگیری از آسیب نداشتند.
- آسیب به منزله یک بی عدالتی بود به این دلیل که حقوق آنها را نقض می‌کرد
- آنها سزاوار همدردی هستند.

میل به همدلی از این جهت مهم است که صرف تجربه یک رویداد آسیب‌زا برای ایجاد حس قربانی بودن کافی نیست.
افرادی که دارای ذهنیت قربانی هستند معتقدند که:
- زندگی آنها یک سری چالش است که مستقیماً متوجه آنهاست.
- بیشتر جنبه‌های زندگی منفی و خارج از کنترل آنهاست.
- به دلیل چالش‌های موجود در زندگی، آنها سزاوار همدردی هستند.
- از آنجایی که آنها قدرت کمی برای تغییر اوضاع دارند، باید اقدامات کمی برای بهبود مشکلات آنها انجام شود.

ذهنیت قربانی اغلب محصول خشونت است. کسانی که آن را تجربه می‌کنند معمولاً در ریشه‌های آن تجربه‌ای از بحران یا تروما داشتند.